# 越川和磨
越川 和磨（こしかわ かずま、1981年10月2日 - ）は、日本のギタリスト、レコーディング・エンジニアである。和歌山県和歌山市出身。
DJ PRINCESS CUTは実姉。宝塚歌劇団の清月輝は叔母。

## 来歴
1981年に和歌山県和歌山市に産まれる。　虚弱体質だった為に親にサッカーを習わされるもうまく行かなった。　　　　　　　　　　　　　　　　　　　　　　　　　　　　
2003年、志磨遼平、栗本ヒロコ、富士山富士夫と共に「毛皮のマリーズ」を結成。結成当初はギター1年生であった。

2010年、コロムビアミュージックエンタテインメント（現・日本コロムビア）より発売のアルバム「毛皮のマリーズ」でメジャーデビュー。

2011年、アビー・ロード・スタジオでラストアルバム収録曲の一部をレコーディング。9月6日深夜、志磨遼平 がラジオで翌日発売のアルバムタイトルは『THE END』であること、本作をもって解散することを発表。このアルバムは『毛皮のマリーズのハロー・ロンドン！（仮）』という仮タイトルのみが発表されており、正式なアルバムタイトル、収録曲やジャケットなど全てが伏せられていた。同年12月5日、日本武道館公演が最終公演となり、12月31日をもって毛皮のマリーズは解散した。
2012年5月、ヒダカトオルBAND SETに参加。同年12月よりTHE STARBEMSのギタリストとして活動を開始した。
2015年11月より、志磨遼平のソロプロジェクトであるドレスコーズのツアーメンバーとなり、以降もサポートとして参加している。
2018年12月、THE STARBEMSを脱退。
2020年6月9日、STANCE PUNKSのTSURU、川崎テツシ、元andymoriの岡山健二と共に「THE PRETTY TONES」を結成。同日YouTubeにてデビュー曲「リンコ・ザ・スーパーソニック」を発表。
同年9月5日、「maybe」を発表。
同年12月25日、「ロリーはパンク」を発表。

## 参加作品
＊はギタリストとして参加、☆はエンジニアとして参加。
- AMOYAMO - FLASH 『MOONSHINE BOY』[11]＊
- うみのて - 『もはや平和ではない』[12]☆
- 黒猫チェルシー - 『All de fashion』[13]☆
- 挫・人間 - 『苺苺苺苺苺』☆
- 椎名林檎 - 逆輸入〜港湾局〜 『日和姫』＊
- シシド・カフカ - トリドリ『朝までSugar me』＊
- 夏の魔物 -『どきめきライブ・ラリ』『僕と君のロックンロール』＊
- 日本マドンナ - 『バンドやめろ‼︎』☆
- 泉茉里 - 『UTANINARE!!』『わたし』＊